# 에이브럼 글레이저
에이브럼 “아비” 글레이저(Avram "Avi" Glazer)는 미국의 기업인이자 맬컴 글레이저의 아들로, 퍼스트 얼라이드 코퍼레이션의 부회장과 잉글랜드 프리미어리그의 맨체스터 유나이티드 FC와 탬파베이 버커니어스의 공동 회장을 맡고 있다.
1982년 BSBA를 받고 세인트루이스의 워싱턴 대학을 졸업하였으며, 이후 중국 베이징 대학과 상하이의 푸단 대학에서 공부하였다.
현재 동생 조엘 글레이저와 아버지 맬컴 글레이저와 함께 잉글랜드 프리미어리그의 맨체스터 유나이티드 FC의 공동 회장으로 취임하였으며, 석유 기업 자파타 코퍼레이션과 오메카 프로테인 코퍼레이션의 최고 경영자이기도 하다.

## 같이 보기
- 맨체스터 유나이티드 FC